# Bolas

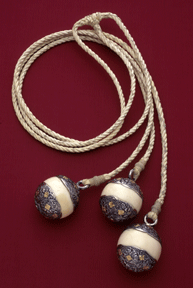
Bolas

Le bolas o boleadoras (dallo spagnolo e dal portoghese bola, palla) sono cordicelle o lacci di cuoio alle cui estremità sono legate delle palle di circa 10 cm di diametro da un lato, e delle maniglie (in genere cuoio) dall'altro.
In origine erano un'arma ed uno strumento di caccia usato dagli eschimesi, in Cina e dagli indiani sudamericani, e perfino una delle armi personali che normalmente portavano i gauchos.